# Gümüşhane (province)
Pour la ville, voir Gümüşhane.
La province de Gümüşhane est une des 81 provinces (en turc : il, au singulier, et iller au pluriel) de la Turquie.
Sa préfecture (en turc : valilik) se trouve dans la ville éponyme de Gümüşhane.
C'est également la province la moins peuplée de Turquie.

## Géographie
Sa superficie est de 6 575 km2.

## Population
Au recensement de 2000, la province était peuplée d'environ 186 953 habitants, soit une densité de population d'environ 28 hab./km2.
| 2000    | 2001    | 2002    | 2003    | 2004    | 2005    | 2006    | 2007    | 2008    |
| ------- | ------- | ------- | ------- | ------- | ------- | ------- | ------- | ------- |
| 116 008 | 118 147 | 120 166 | 122 175 | 124 267 | 126 423 | 128 628 | 130 825 | 131 367 |

| 2009    | 2010    | 2011    | 2012    | 2013    | 2014    | 2015    | 2016    | 2017    |
| ------- | ------- | ------- | ------- | ------- | ------- | ------- | ------- | ------- |
| 130 976 | 129 618 | 132 374 | 135 216 | 141 412 | 146 353 | 151 449 | 172 034 | 170 173 |

| 2018    | 2019    | 2020    | 2021    | 2022    | 2023    | - | - | - |
| ------- | ------- | ------- | ------- | ------- | ------- | - | - | - |
| 162 748 | 164 521 | 141 702 | 150 119 | 144 544 | 148 539 | - | - | - |

## Administration
La province est administrée par un préfet (en turc : vali)

## Subdivisions
La province est divisée en 6 sous-préfectures (en turc : ilçe, au singulier).

## Évènements
- Dimanche 25 janvier 2009 : Une avalanche survenue dans le massif de Zigana  emporte un groupe de 17 alpinistes, causant la mort de six d'entre eux, quatre ont été blessés et sept autres ont disparu, emportés et ensevelis dans la neige.